# Clarine Seymour
Clarine Seymour (New York, 9 december 1898 - aldaar, 25 april 1920) was een Amerikaans actrice in de stomme film.
Nadat haar vader ernstig ziek raakte, probeerde Seymour haar familie bij te staan door in 1917 actrice te worden. Ze begon in haar carrière in serials, een soort filmfeuilletons waar ze weinig succes mee had en niet tevreden mee was. Toen ze werd aangeklaagd omdat ze een stunt weigerde te doen, won ze de rechtszaak maar ging ze er toch van uit dat haar carrière voorbij was. De befaamde regisseur D.W. Griffith gaf haar echter een rol in The Girl Who Stayed at Home. Seymour kreeg lof voor haar rol en werd onmiddellijk tegenover Lillian Gish gecast in True Heart Susie en in The Idol Dancer, haar eerste en enige hoofdrol.
Seymour tekende een contract voor vier jaar en begon te werken aan Way Down East. Op 25 april 1920 stierf ze echter onverwachts als gevolg van een darmoperatie. Ze werd vervangen door Mary Hay.